# I makt utan like
I makt utan like är en missionspsalm av Paul Nilsson från 1906, i 1986 års psalmbok har texten bearbetats lätt av icke namngiven upphovsman.
Melodin antas vara en gammal dansk tonsättning från 1569 och enligt Koralbok för Nya psalmer, 1921 samma melodi som används till psalmen Vad ljus över griften. I 1986 års psalmbok anges att ursprunget är en dansk melodi från cirka 1528.

## Publicerad som
- Nr 540 i Nya psalmer 1921, tillägget till 1819 års psalmbok under rubriken "Kyrkan och nådemedlen: Missionen".
- Nr 248 i 1937 års psalmbok under rubriken "Mission".
- Nr 415 i den fristående delen av Den svenska psalmboken 1986 under rubriken "Vittnesbörd - tjänst - mission".